# Associazione Nordamericana di Vessillologia

La bandiera della NAVA

La Associazione nordamericana di Vessillologia (North American Vexillological Association, NAVA) è un'associazione dedicata alla vessillologia. Ricercatori, disegnatori, collezionisti e appassionati di bandiere degli Stati Uniti e del Canada, si incontrano annualmente in convegni per presentare e discutere ricerche o per onorare realizzazioni vessillologiche con i seguenti premi:
- il Whitney Award, in onore di Whitney Smith, premia chi si è particolarmente distinto nel North American Vexillology;
- il William Driver Award, premio consegnato ad ogni incontro alla miglior pubblicazione;
- il Vexillonnaire Award, la cui onorificenza va a chi ha avuto un significante successo nell'attività vessillologica.

La NAVA, inoltre, ha attirato particolare attenzione per la pubblicazione di sondaggi sulle qualità grafiche delle bandiere di città e stati americani.